# ساوت‌وست ایرلاینز
ساوت‌وست ایرلاینز (Southwest Airlines) یکی از بزرگترین شرکتهای هواپیمایی در ایالات متحده آمریکا است.
این شرکت هواپیمایی از جمله شرکت‌های بسیار بزرگ هواپیمایی است که خدمات حمل و نقل ارزان قیمت را در اختیار مشتریان قرار می‌دهد. مقر این شرکت در شهر دالاس قرار دارد. این شرکت هواپیمایی در سال ۱۹۶۷ تأسیس شده و نام کنونی آن در سال ۱۹۷۱ برای شرکت تصویب شده‌است.
این شرکت هواپیمایی در دسامبر ۲۰۱۴ حدود ۴۶۰۰۰ کارمند را در استخدام خود داشته‌است. این شرکت هواپیمایی در دسامبر ۲۰۱۴ در عمل بیش از ۳۴۰۰ پرواز در روز داشته‌است.
در تاریخ ۵ ژوئن ۲۰۱۱ این شرکت به عنوان عظیم‌ترین شرکت حمل و نقل مسافر در خطوط هوایی داخلی ایالات متحده شناخته شد. از ابتدای سال ۲۰۱۵ پروازهای این شرکت برای ۹۳ مقصد واقع در خاک ایالات متحده و ۵ کشور نزدیک به ایالت متحده برنامه‌ریزی شده‌است.
به جز برای چند سال در دهه هفتاد و چند سال در دهه هشتاد میلادی که این شرکت ۶فروند بوئینگ ۷۲۷ را نیز اجاره و استفاده کرد؛ در حال حاضر این شرکت صرفاً از انواع گوناگون بوئینگ ۷۳۷ برای حمل مسافر و بار استفاده می‌کند. از اوت ۲۰۱۲ این شرکت با به‌کارگیری بیش از ۶۵۰ فروند بوئینگ ۷۳۷ بزرگترین بکارگیرنده بوئینگ ۷۳۷ در سراسر جهان به‌شمار می‌رود. هر هواپیمای این شرکت به‌طور متوسط شش پرواز در روز انجام می‌دهد.

## تاریخچه
فعالیت این شرکت هواپیمایی از ادغام چند شرکت کوچک در ۱۵ مارس ۱۹۶۷ آغاز شد. در ابتدا پروازهای این شرکت صرفاً به داخل ایالت تگزاس محدود بود. نام کنونی این شرکت در ۲۹ مارس ۱۹۷۱ برای این شرکت تصویب شد؛ و دفتر مرکزی آن در شهر دالاس تعیین شد.
این شرکت پروازهای برنامه‌ریزی شده اش را در تاریخ ۱۸ ژوئن ۱۹۷۱ آغاز نموده‌است. این پروازها بین سه شهر دالاس، هیوستون و سن آنتونیو با سه فروند بوئینگ ۲۰۰–۷۳۷ برقرار شده‌است.
در اکتبر ۱۹۷۲ در هر هفته ۶۱ پرواز بین دالاس و هیوستون، ۲۳ پرواز بین دالاس و سن آنتونیو و ۱۶ پرواز بین سن آنتونیو و هیوستون برنامه‌ریزی شده بوده‌است. هیچ پروازی در روزهای شنبه برنامه‌ریزی نمی‌گردد.

## ناوگان
تعداد هواپیماهای این شرکت در آخرین روز سال ۲۰۱۴ میلادی مطابق با اعلام وب سایت این شرکت به ۶۶۵ فروند رسیده که همگی از انواع گوناگون بوئینگ ۷۳۷ می‌باشد.
در جدول زیر که وضعیت ناوگان این شرکت در ماه مارس سال ۲۰۱۵ را نشان می‌دهد مجموع هواپیماهای در حال سرویس به ۶۷۲ فروند رسیده‌است.
| نوع هواپیما     | در حال سرویس | سفارش برای ساخت | توضیحات                                                         | ظرفیت مسافر |
| --------------- | ------------ | --------------- | --------------------------------------------------------------- | ----------- |
| بویینگ ۲۰۰–۷۳۷  | ۰            | -               | در سال ۱۹۸۵ بازنشسته شد (بویینگ ۷۳۷ سری ۳۰۰ جایگزین این مدل شد) |             |
| بوئینگ ۷۳۷–۳۰۰  | ۰            | —               | جایگزین بویینگ ۷۲۷ و ۲۰۰–۷۳۷شد (در سال ۲۰۱۷ بازنشسته شد)        | ۱۴۳         |
| بوئینگ ۷۳۷–۵۰۰  | ۰            | —               | در سال ۲۰۱۶ بازنشسته شد                                         | ۲۱۲         |
| بوئینگ ۷۳۷–۷۰۰  | ۴۶۱          | -               | جایگزین بویینگ۳۰۰–۷۳۷ شد                                        | ۱۴۳         |
| بوئینگ ۷۳۷–۸۰۰  | ۲۰۷          | -               | جایگزین بویینگ۳۰۰–۷۳۷ شد                                        | ۱۷۵         |
| بویینگ۷۳۷ مکس۷  | —            | ۲۳۴             | شروع تحویل از ۲۰۲۲                                              | ۱۵۰         |
| بویینگ ۷۳۷ مکس۸ | ۶۸           | ۱۳۸             | جایگزین بویینگ۳۰۰–۷۳۷ شد                                        | ۱۷۵         |
| مجموع           | ۷۳۶          | ۳۷۲             | برگترین کاربر بویینگ ۷۳۷ در جهان                                |             |

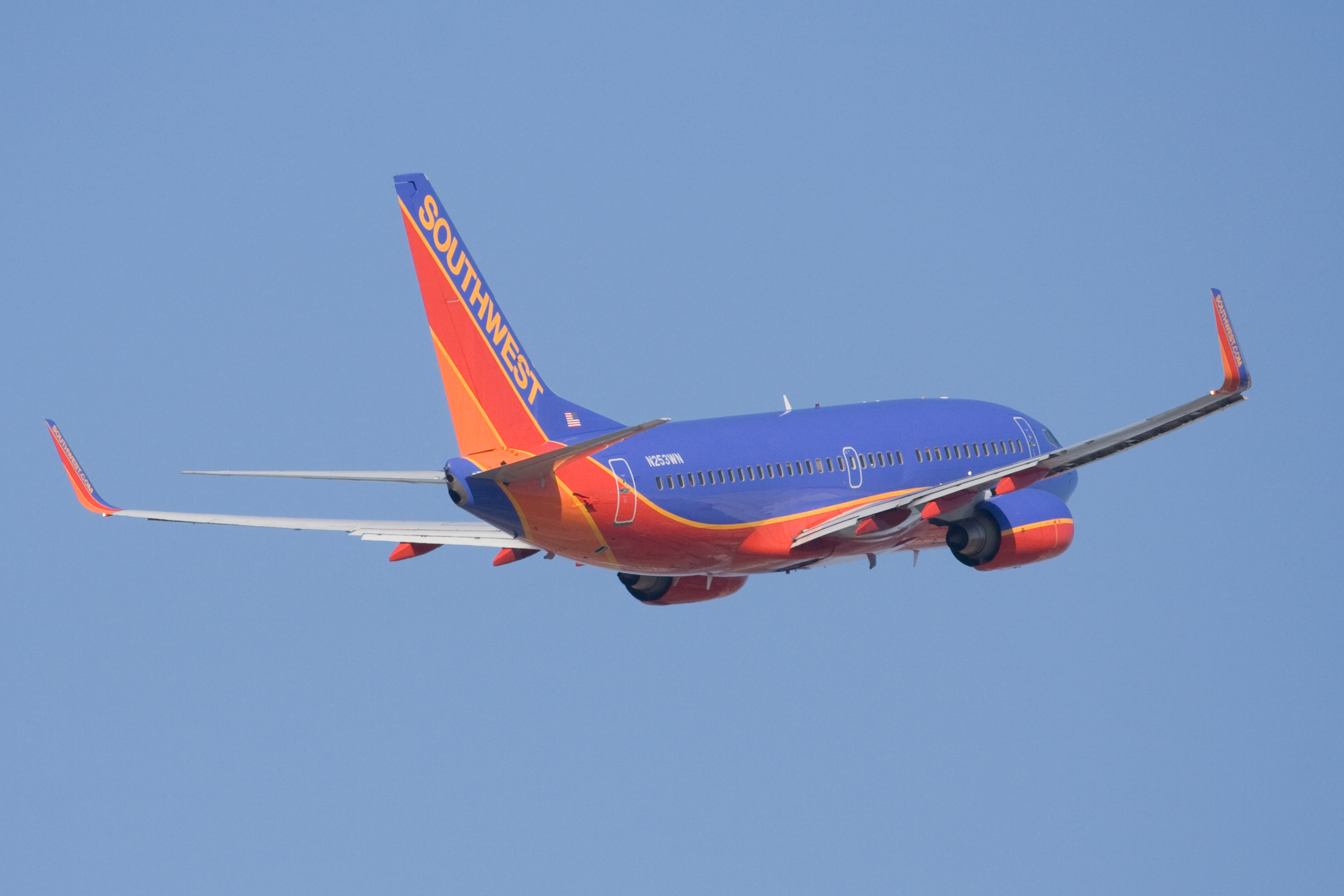
یک فروند بوئینگ این شرکت

ساوت‌وست ایرلاینز بزرگترین مشتری در جهان برای خرید هواپیماهای بوئینگ ۷۳۷ می‌باشد.
این شرکت پس از خریدن شرکت هواپیمایی ایرترن ایرویز، بویینگ‌های ۷۳۷–۷۰۰ شرکت ایرترن ایرویز را به ناوگان خود اضافه کرد؛ ولی بوئینگ‌های ۷۱۷ شرکت ایرترن ایرویز را وارد ناوگان خود نکرد و آن‌ها را به شرکت هواپیمایی دلتا ایرلاینز انتقال داد.